# Abante (hijo de Euridamante)
En la mitología griega, Abante fue un héroe troyano, hijo del adivino Euridamante y hermano de Poliido. Era descendiente de Melampo. Según Homero, murió en la guerra de Troya a manos de Diomedes.